# Arc de triomphe de Maximilien
L'Arc de triomphe de Maximilien (en allemand : Ehrenpforte Maximilians des Ersten), est une gravure de grande dimension commandée par Maximilien Ier (empereur du Saint-Empire) en 1512, pour mettre en scène son idée d'empereur et de empire, réalisée par Albrecht Dürer, Johannes Stabius, Hans Springinklee, Wolf Traut, Albrecht Altdorfer et Hieronymus Andreae. La première édition est publiée en 1517 du vivant de l'empereur, la deuxième édition en 1526, sept ans après sa mort.
L'image est l'une des plus grandes impressions jamais produites ; elle était destiné à être disposée sur les murs des hôtels de ville et des palais princiers et coloriée à la main le cas échéant.

## Histoire
L'empereur Maximilien commande cette estampe de près de douze pieds de haut pour commémorer ses conquêtes militaires, sa générosité et sa noblesse. L'Arc de Triomphe, avec la Procession triomphale et Le Grand Char Triomphal de l'Empereur Maximilien Ier, est l'une des trois très grandes estampes représentant ses triomphes. Les illustrations, conçues entre 1516 et 1518, sont en grande partie l'œuvre de Hans Burgkmair (1473–1531), avec des contributions d'Albrecht Altdorfer (vers 1480–1538), Hans Springinklee (vers 1495–après 1522), Albrecht Dürer (1471–1528), Leonhard Beck (1480–1542) et Hans Leonhard Schäuffelin (vers 1480–vers 1540). Seul L'Arc de Triomphe est achevé avant la mort de Maximilien en 1519. Il reflète la position de Maximilien en tant qu'empereur romain germanique et le relie aux arcs de triomphe et aux triomphes de la Rome antique. Albrecht Dürer, peintre, dessinateur et écrivain, connu pour ses gravures sur bois très élaborées, conçoit 192 des blocs de bois. L'empereur Maximilien Ier reconnait la créativité de Dürer, son succès n'allant qu'augmentant, fait de lui un choix approprié pour un projet aussi important.
Seul l'Arc de triomphe est achevé du vivant de Maximilien et diffusé pour étendre sa renommée et contribuer à sa grandeur. En effet, l'empereur n'accepte le projet final qu'en mars 1518 et, avec son décès en 1519, l'ensemble ne sera pas achevé.

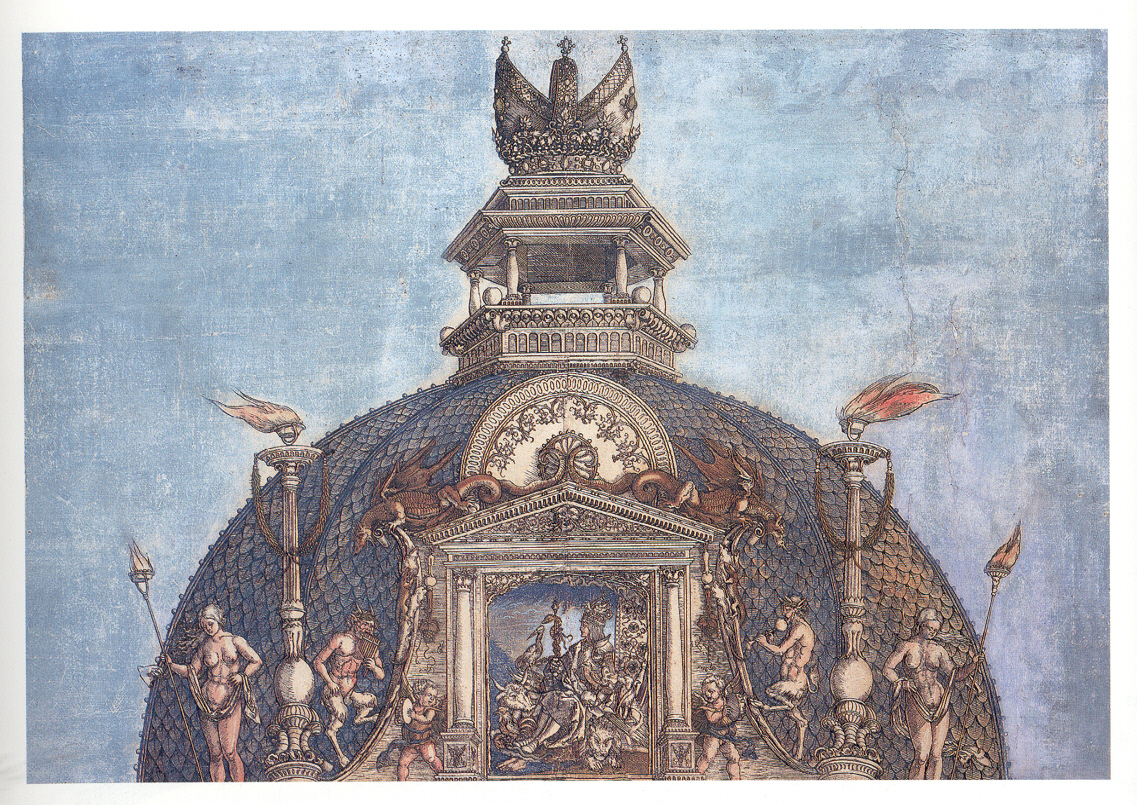
Détail du pinacle, impression coloriée à la main.

Les utilisations les plus anciennes et les plus imposantes du motif de l'arc de triomphe dans l'art de la Renaissance commencent en 1462 avec la basilique Saint-André de Mantoue de Leon Battista Alberti. Dans la Rome impériale, les arcs de triomphe étaient un moyen courant d'honorer les empereurs. Au cours des siècles suivants, les arcs de triomphe ont inspiré des imitations dans le monde entier comme l'Arc de triomphe de l'Étoile et l'Arc de triomphe du Carrousel à Paris, l'Arc de Wellington et Marble Arch à Londres et le Siegestor à Munich. Les arcs romains autoportants servent également de sources de conception à la Renaissance et plus tard. Les modèles principaux ont une forme simple à un ou trois arcs avec des panneaux d'inscriptions.
L' Arc de Triomphe est destiné à être distribué à des fins de propagande et à être exposé dans de magnifiques espaces publics. La composition picturale de scènes multiples a été établie par Andrea Mantegna. Cette technique est devenue la norme pour les conceptions de type architrave qui représentent des triomphes et des batailles. L'histoire de l'affichage de cette estampe monumentale démontre que Maximilien connait le potentiel des gravures sur bois comme véhicule de conversations sur la politique.
Le montage mural consistait en de la cire à cacheter, des punaises ou une adhérence directe, aussi utilisés pour les peintures des XVe et XVIe siècles. Toutes les estampes de l'empereur Maximilien Ier sont destinées à être colorées à la main. Seuls deux ensembles d'impressions de la première édition ont survécu à travers les siècles.

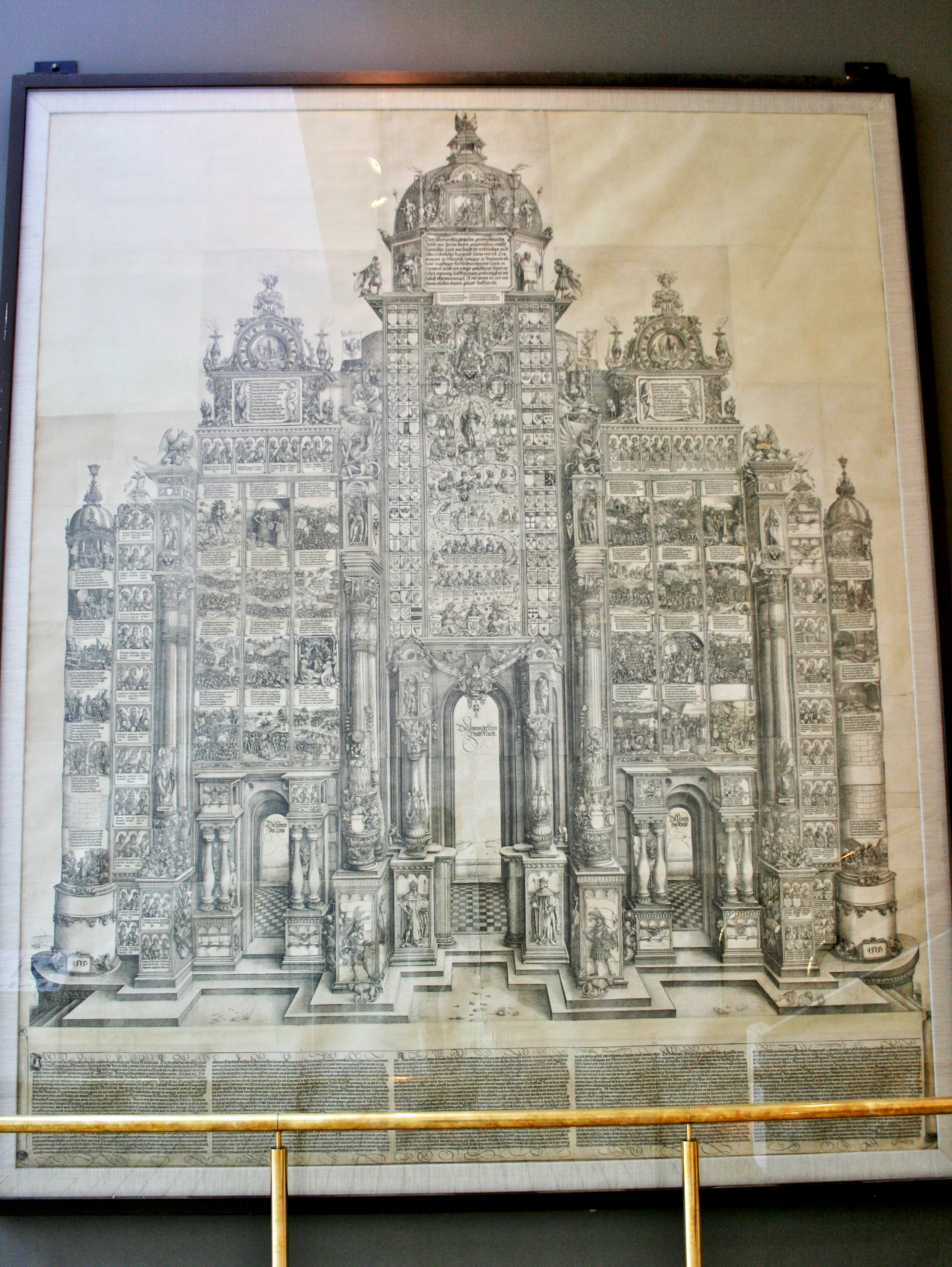
Exposé au British Museum.

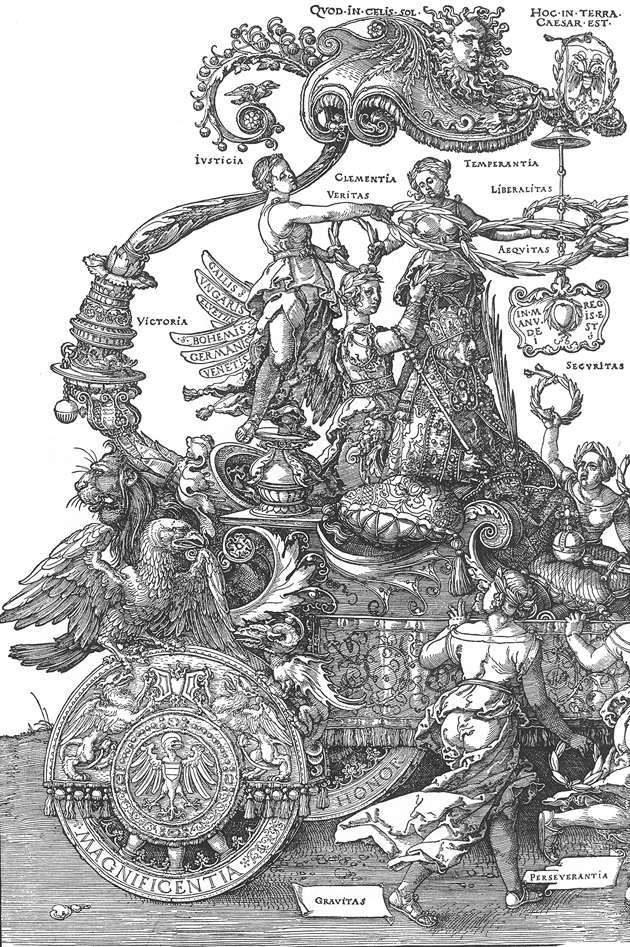
Partie la plus à gauche de huit gravures du Grand Char triomphal.

## Conception
L'architecture générale du monument est conçue par l'architecte tyrolien et peintre de Cour Jörg Kölderer et élaborée par l'historien de la cour et mathématicien Johannes Stabius sur le modèle des arcs de triomphe de la Rome antique, bien que Maximilien n'eût pas dans l'idée de le faire bâtir. Il a peut-être été inspiré par Vue de Venise, une vue à vol d'oiseau d'une gravure de six blocs de Jacopo de' Barbari, publiée par Anton Kolb à Nuremberg, les deux étant au service de Maximilien aux alentours de 1500. Des dessins préparatoires détaillés sont créés entre 1512 et 1515, principalement par Dürer et ses élèves, Hans Springinklee et Wolf Traut : les tours rondes sur les côtés sont attribuées à Albrecht Altdorfer.
L'ensemble comprend trois arches : l'arche centrale est nommée Honneur et puissance (Pforte der Ehre und Macht), à gauche Éloge (Pforte des Lobes), et à droite Noblesse (Pforte des Adels). Chaque arche comporte une représentation de l'empereur Maxilimien, ainsi que, au-dessus de l'arche centrale, un arbre généalogique idéalisé qui remonte selon la convention pseudo-historique à Troie, aux Sicambres et aux Francs, puis à Clovis, premier roi des Francs, avec son écu fabuleux aux crapauds et fleurs-de-lis. Au sommet de l'arbre sont figurés Philippe le Beau encadré de ses grands-parents Frédéric III et Eléonore de Portugal, puis Maximilien assis sur un trône allégorique qui rassemble tous ses emblèmes. Cet arbre généalogique est flanqué des écus des pays dominés par Maximilien ou qui le furent par ses ancêtres.
Au-dessus de chaque arche latérale sont représentés douze scènes de batailles, de mariages et de couronnement puis, plus haut encore de celles de gauche sont figurés à l'horizontale les bustes de douze empereurs romains (César, Auguste, Tibère, Claude, Vespasien...) dont la liste se poursuit à la verticale dans l'espace compris entre la colonne et la tour de gauche. Sur le bandeau en entablement de l'arche de droite sont alignés les bustes des souverains contemporains de Maximilien, à commencer par Louis XII, Ferdinand et Isabelle le Catholique. Puis les bustes à la verticale de princes européens associés au règne de Maximilien, dont ses beaux-pères les ducs Charles le Téméraire de Bourgogne et François II de Bretagne.
Au sommet des arches latérales sont placés les emblèmes de l'ordre de la Toison d'or : collier de briquets, dépouille de bélier, flammes et dragon.
Les tours de chaque côté montrent des scènes de la vie privée de l'empereur.
En bas à droite s'alignent les trois petits écus des armoiries de Stabius, Kölderer et Dürer.
De nombreux blocs comportent un texte explicatif et une longue inscription à la base décrit l'ensemble. Y sont inclus des glyphes, inspirés de la traduction par Willibald Pirckheimer des Hieroglyphica d'Horapollon. La conception des caractères est confiée au maître dactylographe de Nuremberg Johann Neudörffer der Ältere. Pour ce travail, un type de fracture est utilisé pour la première fois, appelé fraktur de Neudörffer-Andreä.

## Composition
Elle est imprimée sur 36 grandes feuilles de papier à l'aide de 195 formes de bois gravé, l'ensemble mesure 295 cm sur 357 et est une des plus grandes gravures réalisées dans l'Europe de la Renaissance. Elle est tout d'abord destinée à être collée aux murs des résidences princières.
Les gravures comportent deux biographies allégoriques en vers, Theuerdank et Weißkunig, illustrée de gravures.
Ces gravures composites conçues pour décorer les murs sont une caractéristique du début du XVIe siècle, même si un tel usage compromet leur conservation. Les impressions étaient destinées à être coloriées à la main, mais seuls deux exemplaires de la 1re édition avec les couleurs d'époque sont conservés à Berlin et Prague.

## Achèvement et éditions
Sur deux blocs, la gravure est datée de 1515, indiquant l'achèvement de l'œuvre de gravure, excepté pour le 24e bloc resté vierge car destiné à représenter la tombe de Maximilien. La gravure des formes a été effectuée entre 1515 et 1517 par Hieronymus Andreae de Nuremberg et sans doute son atelier. Sa signature figure au dos des blocs conservés à Vienne. Une première édition a lieu vers 1517-1518 en 700 exemplaires, offerts pour la plupart par Maximilien à des villes et des princes du Saint-Empire. Certains se trouvent dans les cabinets des estampes du British Museum, de l'Albertina, du Musée du Louvre (collection E. de Rothschild) et de divers musées dont Berlin et Prague.
Vers 1526-1528, une deuxième édition de 300 exemplaires est autorisée par Ferdinand Ier, petit-fils de Maximilien et futur empereur, puis une troisième en 1559 par son fils Charles II. Des impressions séparées des scènes de la vie de Maximilien sont effectuées en 1520 juste après sa mort. Une autre impression de la Hofkirche d'Innsbruck, érigée en la mémoire de Maximilien, est réalisée pour figurer sur le 24e bloc. Une quatrième édition est publiée par Adam Bartsch à Vienne en 1799, beaucoup de panneaux montrant une usure importante ; certains manquants sont remplacés par des eaux-fortes de Bartsch lui-même, dont la Bataille d'Utrecht, le couronnement de Maximilien et le Premier Congrès de Vienne ; le 24e bloc présente une nouvelle Bataille de Pavie. L'édition suivante a lieu en 1886.
171 des 195 blocs de bois originaux sont conservés à l'Albertina.